# Ukrainian Open de 2013
O Ukrainian Open de 2013 foi a primeira edição do Ukrainian Open, um evento anual de patinação artística no gelo. A competição foi disputada entre os dias 18 de dezembro e 20 de dezembro, na cidade de Kiev, Ucrânia.

## Eventos
- Individual masculino
- Individual feminino
- Duplas
- Dança no gelo

## Medalhistas
| Evento                        | Ouro                                         | Prata                                     | Bronze                                       |
| Individual masculino detalhes | Yakov Godorozha · Ucrânia                    | Igor Reznichenko · Ucrânia                | Ivan Pavlov · Ucrânia                        |
| Individual feminino detalhes  | Natalia Popova · Ucrânia                     | Maria Stavitskaia · Rússia                | Fleur Maxwell · Luxemburgo                   |
| Duplas detalhes               | Julia Lavrentieva · Yuri Rudyk · Ucrânia     | Arina Voevodina · Mikhail Akulov · Rússia | Elizaveta Usmantseva · Roman Talan · Ucrânia |
| Dança no gelo detalhes        | Julia Zlobina · Alexei Sitnikov · Azerbaijão | Irina Shtork · Taavi Rand · Estônia       | Siobhan Heekin-Canedy · Dmitri Dun · Ucrânia |

## Resultados

### Individual masculino
| Pos.              | Nome             | Nacionalidade | Pontos | PC        | PL         |
| ----------------- | ---------------- | ------------- | ------ | --------- | ---------- |
| Medalha de ouro   | Yakov Godorozha  | Ucrânia       | 201.69 | 70.86 (1) | 130.83 (1) |
| Medalha de prata  | Igor Reznichenko | Ucrânia       | 190.59 | 70.29 (2) | 120.30 (2) |
| Medalha de bronze | Ivan Pavlov      | Ucrânia       | 177.18 | 57.95 (3) | 119.23 (3) |
| 4                 | Dmitri Ignatenko | Ucrânia       | 167.51 | 51.70 (5) | 115.81 (4) |
| 5                 | Yaroslav Paniot  | Ucrânia       | 154.95 | 55.09 (4) | 99.86 (5)  |
| 6                 | Oganes Mkrtchian | Ucrânia       | 135.32 | 47.80 (6) | 87.52 (6)  |

### Individual feminino
| Pos.              | Nome                 | Nacionalidade | Pontos | PC         | PL         |
| ----------------- | -------------------- | ------------- | ------ | ---------- | ---------- |
| Medalha de ouro   | Natalia Popova       | Ucrânia       | 151.41 | 52.00 (3)  | 99.41 (1)  |
| Medalha de prata  | Maria Stavitskaya    | Rússia        | 148.57 | 52.95 (2)  | 95.62 (2)  |
| Medalha de bronze | Fleur Maxwell        | Luxemburgo    | 140.22 | 45.64 (4)  | 94.58 (3)  |
| 4                 | Svetlana Lebedeva    | Rússia        | 139.80 | 55.30 (1)  | 84.50 (7)  |
| 5                 | Anastasiya Galustyan | Armênia       | 131.04 | 44.65 (5)  | 86.39 (6)  |
| 6                 | Clara Peters         | Irlanda       | 125.98 | 39.37 (8)  | 86.61 (5)  |
| 7                 | Alina Milevskaya     | Ucrânia       | 125.12 | 44.26 (6)  | 80.86 (8)  |
| 8                 | Anna Khnychenkova    | Ucrânia       | 124.61 | 37.12 (11) | 87.49 (4)  |
| 9                 | Alina Beletskaya     | Ucrânia       | 116.58 | 37.56 (10) | 79.02 (9)  |
| 10                | Anastasiya Kononenko | Ucrânia       | 113.24 | 41.45 (7)  | 71.79 (11) |
| 11                | Alina Fjodorova      | Letônia       | 112.57 | 38.20 (9)  | 74.37 (10) |
| 12                | Anastasiya Yalovaya  | Ucrânia       | 100.95 | 36.58 (12) | 64.37 (13) |
| 13                | Maria Gavrilova      | Ucrânia       | 99.43  | 30.27 (13) | 69.16 (12) |
| 14                | Kim Falconer         | África do Sul | 78.35  | 22.37 (15) | 55.98 (14) |
| 15                | Jiajen Hsieh         | Taipé Chinesa | 74.68  | 23.87 (14) | 50.81 (15) |
| WD                | Elizaveta Milovanova | Rússia        | —      | — (WD)     |            |
| WD                | Sofia Mishina        | Rússia        | —      | — (WD)     |            |

### Duplas
| Pos.              | Nome                               | Nacionalidade | Pontos | DC        | DL         |
| ----------------- | ---------------------------------- | ------------- | ------ | --------- | ---------- |
| Medalha de ouro   | Julia Lavrentieva / Yuri Rudyk     | Ucrânia       | 151.53 | 50.63 (3) | 100.90 (1) |
| Medalha de prata  | Arina Voevodina / Mikhail Akulov   | Rússia        | 149.62 | 52.05 (1) | 97.57 (2)  |
| Medalha de bronze | Elizaveta Usmantseva / Roman Talan | Ucrânia       | 141.64 | 50.63 (2) | 91.01 (3)  |
| 4                 | Maria Paliakova / Nikita Bochkov   | Bielorrússia  | 136.51 | 48.15 (4) | 88.36 (4)  |

### Dança no gelo
| Pos.              | Nome                                    | Nacionalidade | Pontos | DC         | DL         |
| ----------------- | --------------------------------------- | ------------- | ------ | ---------- | ---------- |
| Medalha de ouro   | Julia Zlobina / Aleksey Sitnikov        | Azerbaijão    | 158.85 | 64.26 (1)  | 94.59 (1)  |
| Medalha de prata  | Irina Shtork / Taavi Rand               | Estônia       | 137.93 | 53.61 (4)  | 84.32 (2)  |
| Medalha de bronze | Siobhan Heekin-Canedy / Dmitri Dun      | Ucrânia       | 137.01 | 54.71 (2)  | 82.30 (3)  |
| 4                 | Angelina Telegina / Otar Japaridze      | Geórgia       | 130.61 | 54.49 (3)  | 76.12 (5)  |
| 5                 | Nadezhda Frolenkova / Vitali Nikiforov  | Ucrânia       | 127.79 | 50.13 (5)  | 77.66 (4)  |
| 6                 | Allison Reed / Vasili Rogov             | Israel        | 114.38 | 39.91 (10) | 74.47 (6)  |
| 7                 | Elizaveta Tretyakova / Viktor Kovalenko | Uzbequistão   | 110.78 | 42.18 (7)  | 68.60 (7)  |
| 8                 | Lolita Yermak / Alexei Shumskiy         | Ucrânia       | 106.19 | 42.19 (6)  | 64.00 (8)  |
| 9                 | Yura Min / Timothy Koleto               | Coreia do Sul | 104.69 | 41.26 (8)  | 63.43 (10) |
| 10                | Anastasiya Galeta / Avidan Brown        | Ucrânia       | 103.90 | 41.02 (9)  | 62.88 (11) |
| 11                | Valeria Gaistruk / Aleksey Oleinik      | Ucrânia       | 103.37 | 39.70 (11) | 63.67 (9)  |

## Quadro de medalhas
| Ordem | País       | Medalha de ouro | Medalha de prata | Medalha de bronze |    | Ordem por total |
| ----- | ---------- | --------------- | ---------------- | ----------------- | -- | --------------- |
| 1     | Ucrânia    | 3               | 1                | 2                 | 6  | 1               |
| 2     | Azerbaijão | 1               |                  |                   | 1  | 3               |
| 3     | Rússia     |                 | 2                |                   | 2  | 2               |
| 4     | Estônia    |                 | 1                |                   | 1  | 3               |
| 5     | Luxemburgo |                 |                  | 1                 | 1  | 3               |
| TOTAL | TOTAL      | 4               | 4                | 4                 | 12 | —               |